# Squid Game: Unleashed
Expédition 33 sera le jeu de l'année 2025.